# Rennrodel-Europameisterschaften 1972
Die Rennrodel-Europameisterschaften 1972 fanden vom 16. bis 17. Januar auf der Kunsteisbahn am Königssee in der Bundesrepublik Deutschland statt, an der Sportler aus zehn Ländern teilnahmen. Königssee war nach 1967 zum zweiten Mal Austragungsort dieses Wettbewerbes. Die Rodler der DDR gewannen alle drei Wettbewerbe und waren damit die erfolgreichste Nation dieser Titelkämpfe.

## Einsitzer der Frauen
| Platz | Sportler             | Land | Gesamtzeit Rückstand |
| ----- | -------------------- | ---- | -------------------- |
| 1     | Ute Rührold          | GDR  | 2:50,52              |
| 2     | Elisabeth Demleitner | FRG  | 2:50,56 / +0,04      |
| 3     | Anna-Maria Müller    | GDR  | 2:50,90 / +0,38      |
| 4     | Christa Schmuck      | FRG  | 2:51,46 / +0,94      |
| 5     | Wiesława Martyka     | POL  | 2:52,72 / +2,20      |
| 6     | Halina Kanasz        | POL  | 2:52,84 / +2,32      |
| 7     | Margit Schumann      | GDR  | 2:53,61 / +3,09      |

## Einsitzer der Männer
| Platz | Sportler              | Land | Gesamtzeit Rückstand |
| ----- | --------------------- | ---- | -------------------- |
| 1     | Wolfram Fiedler       | GDR  | 2:58,75              |
| 2     | Harald Ehrig          | GDR  | 2:58,81 / +0,06      |
| 3     | Leonhard Nagenrauft   | FRG  | 2:59,88 / +1,13      |
| 4     | Josef Fendt           | FRG  | 3:00,10 / +1,35      |
| 5     | Manfred Schmid        | AUT  | 3:00,23 / +1,48      |
| 6     | Klaus-Michael Bonsack | GDR  | 3:00,87 / +2,12      |
| 7     | Wolfgang Scheidel     | GDR  | 3:01,40 / +2,65      |

## Doppelsitzer der Männer
| Platz | Sportler                              | Land | Gesamtzeit Rückstand |
| ----- | ------------------------------------- | ---- | -------------------- |
| 1     | Horst Hörnlein Reinhard Bredow        | GDR  | 1:24,05              |
| 2     | Hans Brandner Balthasar Schwarm       | FRG  | 1:24,51 / +0,46      |
| 3     | Peter Reichenwallner Rudolf Größwang  | FRG  | 1:24,69 / +0,64      |
| 4     | Rudolf Schmid Franz Schachner         | AUT  | 1:24,76 / +0,71      |
| 5     | Klaus-Michael Bonsack Wolfram Fiedler | GDR  | 1:24,85 / +0,80      |
| 5     | Manfred Schmid Ewald Walch            | AUT  | 1:24,85 / +0,80      |
| ...   | ...                                   | ...  | ...                  |
| 9     | Rolf Fuchs Erich Enders               | GDR  | 1:25,67 / +1,62      |

## Medaillenspiegel
| Platz | Land                            | Gold | Silber | Bronze | Gesamt |
| ----- | ------------------------------- | ---- | ------ | ------ | ------ |
| 1     | Deutsche Demokratische Republik | 3    | 1      | 1      | 5      |
| 2     | BR Deutschland                  | –    | 2      | 2      | 4      |